# 普雷马里亚科
普雷马里亚科（義大利語：Premariacco），是意大利乌迪内省的一个市镇。总面积39.43平方公里，人口4220人，人口密度107.0人/平方公里（2009年）。ISTAT代码为030083。